# Hadrotarsus fulvus
Hadrotarsus fulvus là một loài nhện trong họ Theridiidae.
Loài này thuộc chi Hadrotarsus. Hadrotarsus fulvus được Vernon Victor Hickman miêu tả năm 1943.